# Frankie Ruiz
Pour les articles homonymes, voir Ruiz.
José Antonio Torresola Ruiz dit Frankie Ruiz est un chanteur de salsa portoricain (10 mars 1958, Paterson, New Jersey - 9 août 1998).
Ses parents étaient portoricains et ils ont émigré dans le New Jersey.
Dès son enfance, il chantait de la salsa.
Il a débuté avec le groupe « The Charlie Lopez Orchestra » avec qui il a enregistré sa première chanson : Salsa Buena.
En 1976, après le divorce de ses parents, Frankie Ruiz a déménagé à Mayagüez (Porto Rico).
Il était un grand fan du groupe « La Solucion », dirigé par Roberto Rivera et sa mère aurait aimé qu'il chante dans le groupe, mais son directeur avait refusé.
En 1977, Frankie Ruiz se rend à un concert de « La Solucion » et le chanteur du groupe étant absent, le directeur accepte de lui donner sa chance.
C'est un succès et il reste trois ans avec le groupe, et réenregistre une nouvelle version de Salsa Buena.
En 1980, il rejoint Tommy Olivencia et son groupe « Primerisima Orchestra ». La Rueda et Lo Dudo sont quelques-uns de ses succès.
Il développe le style de la « Sensual Salsa » qui va influencer de nombreux chanteurs de salsa romantique.
En 1983, il décide de chanter en solo. Il enregistrera de nombreux succès : Mi Libertad, Desnudate Mujer, Puerto Rico (en hommage au pays de ses racines)…
Il reprend également « (I Can't Get No) Satisfaction » des Rolling Stones dans une étonnante version salsa.
Sa phrase fétiche est « Vaya, mi China ».
À la fin de sa vie, Frankie Ruiz se droguait et était alcoolique.
Alors qu'il prend l'avion après un concert, il agresse un membre de l'équipe et écope de 3 ans de prison au pénitencier fédéral de Jacksonville au Texas.
Le 11 juillet 1998, après son concert au Madison Square Garden à New York, il doit être hospitalisé.
Le 9 août 1998, a seulement 40 ans, Frankie Ruiz meurt d'une cirrhose dans un hôpital de New Jersey. Sa mort aura eu lieu avant minuit, entouré de ses enfants, son père et ses frères. 

Son corps fut transporté à Mayagüez et il a été enterré ensuite à Paterson, dans le comté de Bergen dans le New Jersey.
Son nom a été donné à l'auditorium de Mayagüez.
Le chanteur Jerry Rivera lui a rendu hommage en enregistrant un album de reprises Canto a mi Idolo… Frankie Ruiz.

## Discographie
- 1985 : Solista Pero No Solo

1. Ahora Me Toca a Mi
2. Esta Cobardia
3. Como le Gustan a Usted
4. Tu Con El
5. La Cura
6. El Camionero
7. Si Esa Mujer Me Dice Que Si
8. Amor de un Momento

- 1987 : Voy Pa' Encima

1. Quiero Llenarte
2. Si No Te Hubieras Ido
3. Desnudate Mujer
4. Mujeres
5. No Me Hables Mal De Ella
6. Imposible Amor
7. Quiero Verte
8. Voy Pa'Encima

- 1988 : En Vivo y a Todo Color

1. Me Acostumbre
2. Mujer
3. Solo Por Ti
4. Dile a El
5. La Rueda Vuelve a Rodar
6. Si Te Entregas a Mi
7. Por Eso
8. Y No Puedo

- 1989 : Mas Grande Que Nunca

1. Para Darte Fuego
2. Tu Eres
3. Me Dejo
4. Entre el Fuego y la Pared
5. Amantes de Otro Tiempo
6. En Epoca de Celo
7. Deseandote
8. Señora

- 1992 : Mi Libertad

1. Mi Libertad
2. Esta Vez Si Voy Pa' Encima
3. No Supiste Esperar
4. Otra Vez
5. Voy a Estrenar
6. Bailando
7. Ella Tiene Que Saber
8. Quién Es Tu Amigo?

- 1993 : Puerto Rico Soy Tuyo

1. Tu Me Vuelves Loco
2. Puerto Rico
3. Nunca Te Quedas
4. Tal Como Lo Soñé
5. Me Faltas
6. Perdón Señora
7. Hablame
8. Nos Sorprendió El Amanecer

- 1994 : Mirandote

1. Mas Alla de la Piel
2. No Dudes de Mi
3. Tenerte
4. La Que Me Quita y No Me Da
5. Mirandote
6. Obsesión
7. Por Haberte Amado Tanto
8. Mi Formula de Amor

- 1996 : Tranquilo

1. Tranquilo
2. Complícame
3. Ironia
4. Sigue Siendo Mia
5. Cada Uno Por Su Lado
6. Mas Alla del Tiempo
7. Seguir Intentandolo
8. Dejame Quererte
9. Infidelidad